# Snagit
Snagit（旧SnagIt）は、WindowsおよびmacOS用のスクリーンキャプチャおよびスクリーンレコーディングソフトウェアです。TechSmith社によって作成、開発され、1990年に初めて発売されました。Snagitは、英語、フランス語、ドイツ語、日本語、ポルトガル語、スペイン語のバージョンがあります。
Snagitは、ネイティブのプリントスクリーン機能を置き換え、さらに機能を拡張しています。

## 特徴
機能は、ソフトウェアのワークフローの3つの主要なステップである「キャプチャ」「編集」「共有」を中心に構成されています。
最初のステップは、Snagit Captureで画像をキャプチャ（またはビデオを録画）することです。これは、フルスクリーン選択、特定領域選択、メニュー選択、テキスト認識（グラブテキストによるOCR）、パノラマ選択など、さまざまな画像キャプチャ方法によって実現されています。また、ビデオを録画することもできます（特定の領域またはフルスクリーンから）。
次に、キャプチャした画像をSnagit Editorで編集し、サイズ変更、注釈、その他の効果（境界線...）を与えることができます。また、キャプチャした画像からビデオを作成することもできます（一連のスクリーンショットにナレーションを付ける）。
第3のステップは、作成した画像（またはビデオ）をローカルファイル（PNG、JPEG、MP4、アニメーションGIF、HEIFなど）、他のアプリケーション（Microsoft Outlook、Apple Mail、Camtasiaなど）、オンライン（YouTube、Google Drive、FTPなど）にアップロードして共有することです。
主な機能のほとんどは、ソフトウェアの2つのバージョン（WindowsとMac）の間で同じですが、どちらかのバージョンに固有の効果があります（例えば、透かし効果はWindowsでのみ利用可能で、反射効果はMacでのみ利用可能です）。